# María Alché
María Alché, née le 23 avril 1983 à Buenos Aires en Argentine, est une actrice, productrice, réalisatrice et scénariste argentine.

## Filmographie

### Actrice
- 2004 : La Sainte Fille (La niña santa) : Amalia
- 2005 : Condón Express : Magali
- 2005 : Lejos del sol (court métrage) : Rosa
- 2007 : Puertas adentro (court métrage)
- 2007 : Tres minutos : Lala Zembrino
- 2007 : Left for Dead : Dora
- 2008 : La hermana menor : Martina
- 2009 : Tratame bien (série télévisée) : Helena Chokaklian
- 2011 : Luminaris (court métrage) : la femme
- 2011 : My First Wedding : Lala
- 2011 : Muta (court métrage) : le modèle
- 2011 : Televisión por la inclusión (mini-série)
- 2012 : La mañana de Navidad (court métrage)
- 2012 : El donante (mini-série) : Violeta
- 2012 : Hotel Y (court métrage) : Ana
- 2013 : Historias de corazón (mini-série) : Aldana
- 2013 : She Wolf (court métrage) : Sofia
- 2014 : Somewhere Beautiful : Elena
- 2014 : Sexo fácil, películas tristes : Camila

### Productrice
- 2012 : Noelia (court métrage)
- 2015 : Gulliver (court métrage)

### Réalisatrice et scénariste

#### Courts métrages
- 2012 : Noelia
- 2015 : Gulliver

#### Longs métrages
- 2018 : Familia sumergida
- 2023 : El Profesor (Puan), co-scénarisé et co-réalisé avec Benjamín Naishtat